# Devil May Cry 3: Dante's Awakening
Devil May Cry 3: Dante's Awakening je akční adventura z roku 2005, kterou vyvinula a vydala společnost Capcom. Hra je prequelem k původní hře Devil May Cry.

## Synopse
Hlavním hrdinou je mladý lovec démonů Dante. Příběh se odehrává deset let před událostmi první hry Devil May Cry v kouzelné věži zvané Temen-ni-gru. Sleduje Danteho, který se snaží zabránit svému dvojčeti Vergilovi v otevření portálu do pekla.

## Hratelnost
Hra představuje bojové mechanismy s důrazem na komba a rychlou akci. Příběh je vyprávěn převážně v cutscénách.

## Vydání
Hra Devil May Cry 3 vyšla v polovině února 2005 pro PlayStation 2. V druhé polovině roku 2006 byla vydána na Windows. Hra získala velmi pozitivní hodnocení kritiků, kteří ji považovali za správný návrat série. Chválili její souboje, design úrovní, hudbu a postavy, ačkoli někteří kritizovali vysokou obtížnost severoamerického vydání.
V roce 2006 byla znovu vydána jako Devil May Cry 3: Special Edition s přepracovanými úrovněmi obtížnosti, přidáním kontrolních bodů a Vergilem jako hratelnou postavou.
Kombinovaný prodej obou verzí přesáhl 2,3 milionu kusů. Hra byla označována za jednu z nejlepších videoher, které kdy byly vytvořeny.
V roce 2005 vyšla prequelová manga k příběhu hry.